# 大文茹
44°25′55″N 22°52′37″E / 44.43194°N 22.87694°E
大文茹（羅馬尼亞語：Vânju Mare），是羅馬尼亞的城鎮，位於該國西南部，由梅赫丁茨縣負責管轄，面積94平方公里，2011年人口5,311，人口密度每平方公里57人，超過九成居民信奉東正教。